# Manduca jasminearum
Manduca jasminearum (лат.) — вид бабочек из семейства бражников (Sphingidae), распространённый на территории США.

## Описание

### Имаго

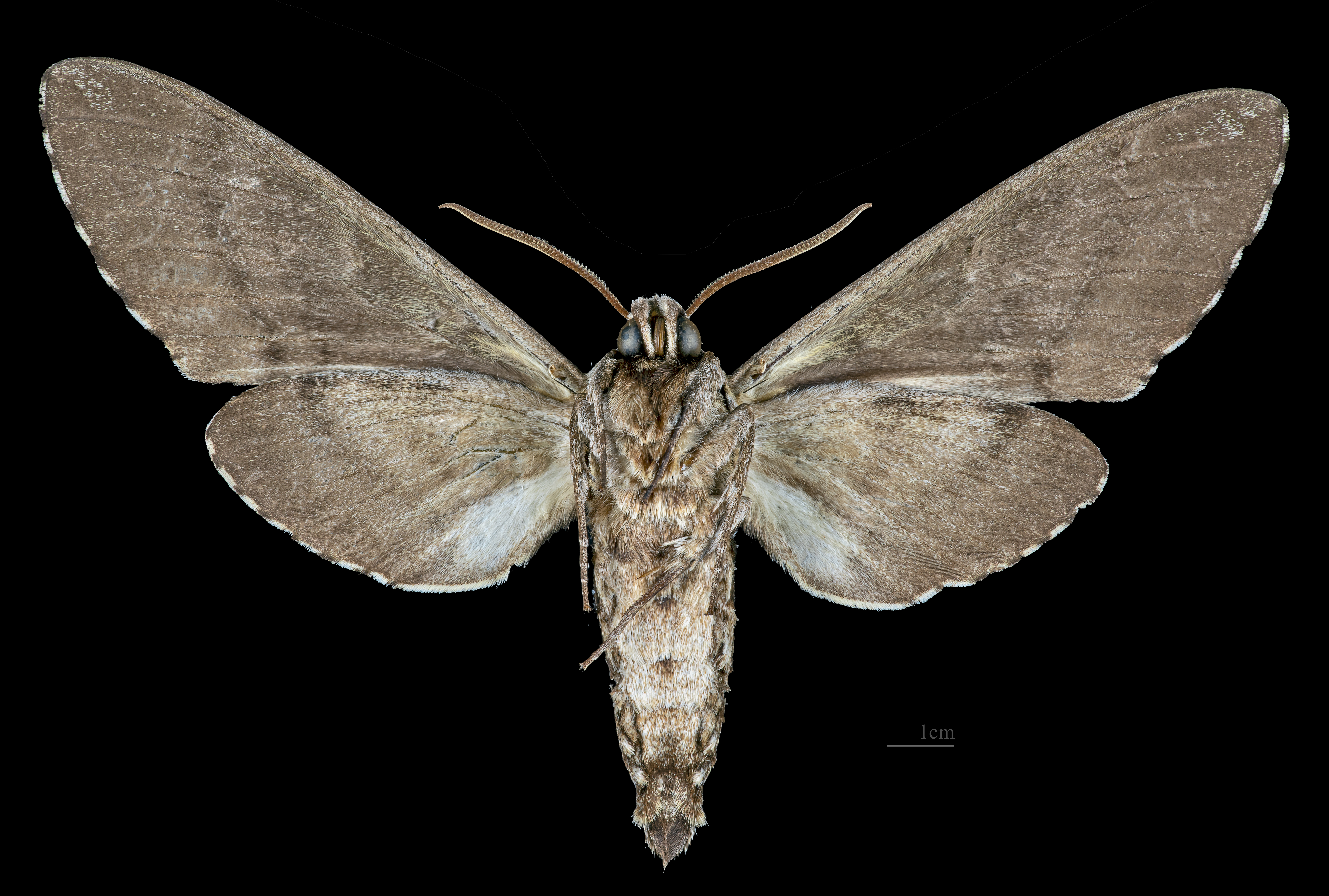
Manduca jasminearum. Нижняя сторона крыльев

Размах передних крыльев 84—105 мм. Верхняя сторона передних крыльев — от серого до серовато-коричневого с черной линией, проходящей от середины ребра до середины внешнего края; линия может быть разорвана у края. Вокруг ячейки есть немного коричневого. Нижняя сторона задних крыльев — в основном чёрная, с серым напылением по нижнему краю.

## Биология
Развивается в двух поколениях за год. Бабочки летают с мая по сентябрь, питаются нектаром. Гусеницы питаются на деревьях рода ясень, но могут также питаться на сирени и вязе.

## Ареал
M. jasminearum встречается в США от Миссисипи до Атлантического океана, наиболее часто — на северо-востоке США.

## История изучения
Вид был впервые описан французским энтомологом Феликсом Эдуардом Герен-Меневиллем в 1832 году и назван Sphinx jasminearum. В 1971 году таксон был переведён в род Manduca.

## Синонимы

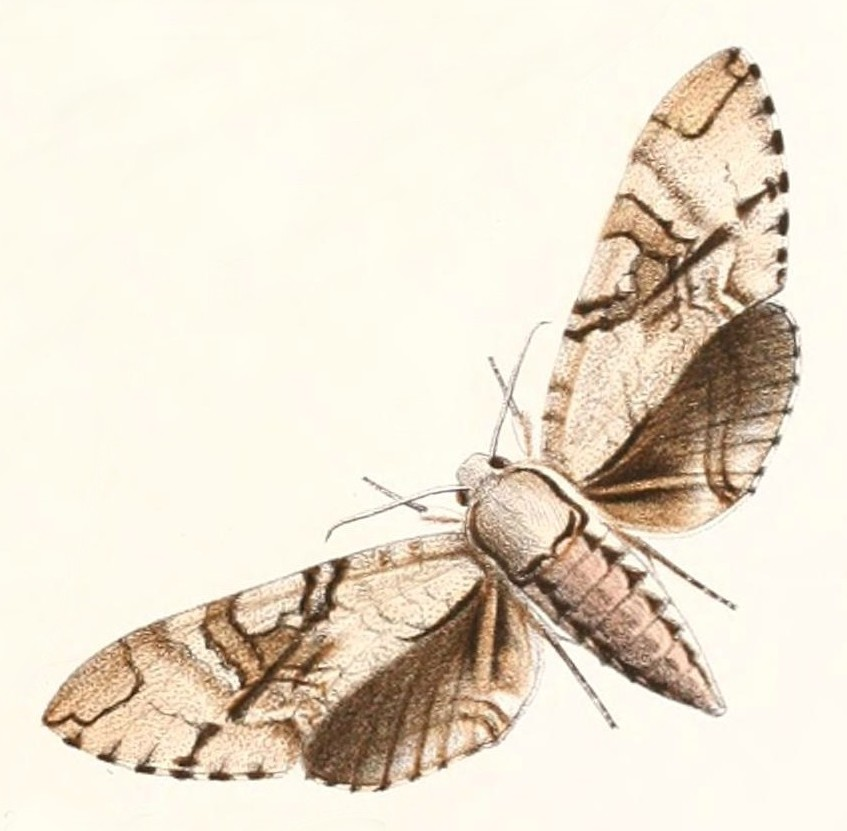
Macrosila rotundata = Manduca jasminearum (1894).

- Sphinx jasminearum Guérin-Méneville, 1832 Базионим.
- Macrosila rotundata Rothschild, 1894[4]